# Germantown (Tennessee)
Pour les articles homonymes, voir Germantown.
Germantown est une ville des États-Unis située à proximité de Memphis dans le comté de Shelby, dans le Sud-Ouest de l'État du Tennessee. Sa population est de 39 161 habitants.

## Source
- (en) Cet article est partiellement ou en totalité issu de l’article de Wikipédia en anglais intitulé « Germantown, Tennessee » (voir la liste des auteurs).